# キングストン駅 (オンタリオ州)
キングストン駅（英語：Kingston railway station）はカナダオンタリオ州キングストン ジョン・カウンター・ブールバード1800にある駅。カナダ各地を結ぶVIA鉄道が乗り入れている。

## 概要
当駅は有人駅であり、車いすでの利用が可能。

## 利用可能な鉄道路線／列車
VIA鉄道の停車する列車は下記の通り。
トロントとオタワ間の昼行中距離列車コリドー号 …トロント方面 8本/日、オタワ方面 7本/日 停車（平日）
アルダーショット / トロントとキングストン / モントリオール間の昼行長距離列車コリドー号 …トロント方面 8本/日、モントリオール方面 5本/日 停車（平日）

## バス
当駅から乗車できるバスは以下の通り。
路線バス キングストン・トランジット (Kingston Transit) …16系統、18系統 